# 11e Grammy Awards
De elfde editie van de jaarlijkse uitreiking van de Grammy Awards vond plaats op 12 maart 1969 in Chicago, New York, Nashville en Los Angeles. 
Niet alle Grammy's werden daar uitgereikt. De belangrijkste Grammy, voor Record of the Year, werd pas op 5 mei 1969 bekendgemaakt in het tv-programma "The Best on Record", waarin de belangrijkste Grammy-winnaars aan bod kwamen. Presentator Henry Mancini maakte tijdens die uitzending bekend dat Mrs Robinson van Simon & Garfunkel de winnaar was van de Grammy voor Record of the Year.
Het was een van de drie Grammy's die de muziek uit de film The Graduate had gewonnen. De andere twee waren voor de originele soundtrack (voor de componisten er van, Dave Grusin en Paul Simon) en in de categorie Best Contemporary/Pop Vocal Performance.
Paul Simon was daarmee de meest succesvolle winnaar dit jaar, met drie Grammy's. Ook succesvol was de Amerikaanse componist Mason Williams, wiens Classical Gas drie Grammy's opleverde: twee voor Williams zelf, en een voor arrangeur Mike Post.
Andere meervoudige winnaars waren Otis Redding, Johnny Cash, José Feliciano, componist Bobby Russell en dirigent Vittorio Negri. Redding won zijn Grammy's postuum voor (Sittin' On) The Dock of the Bay, 15 maanden na zijn dood. Johnny Cash kreeg een Grammy als zanger én als hoestekstschrijver voor zijn album At Folsom Prison.

## Winnaars

### Algemeen
- Record of the Year
  - "Mrs Robinson" - Simon & Garfunkel (artiesten); Paul Simon, Art Garfunkel & Roy Halee (producers)
- Album of the Year
  - "By The Time I Get To Phoenix" - Glen Campbell (artiest) & Al DeLory (producer)
- Song of the Year
  - "Bobby Russell (componist) voor "Little Green Apples" (uitvoerende: O.C. Smith)
- Best New Artist
  - José Feliciano

### Pop
- Best Contemporary/Pop Vocal Performance (zangeres)
  - "Do You Know the Way to San Jose" - Dionne Warwick
- Best Contemporary/Pop Vocal Performance (zanger)
  - "Light My Fire"  - José Feliciano
- Best Contemporary/Pop Vocal Performance (duo/groep)
  - "Mrs Robinson" - Simon & Garfunkel
- Best Contemporary/Pop Vocal Performance (koor)
  - "Mission Impossible/Norwegian Wood (medley)" - Alan Copeland (koordirigent); Alan Copeland Singers, uitvoerenden
- Best Pop Instrumental Performance
  - "Classical Gas"  - Mason Williams

### Country
- Best Country Vocal Performance (zangeres)
  - "Harper Valley P.T.A." - Jeannie C. Riley
- Best Country Vocal Performance (zanger)
  - "Folsom Prison Blues" - Johnny Cash
- Best Country Vocal/Instrumental Performance (duo/groep)
  - "Foggy Mountain Breakdown" - Flatt & Scruggs
- Best Country Song
  - Bobby Russell (componist) voor "Little Green Apples"  (uitvoerende: O.C. Smith)

### R&B
- Best R&B Performance (zangeres)
  - "Chain of Fools" - Aretha Franklin
- Best R&B Performance (zanger)
  - "(Sittin' On) The Dock of the Bay" - Otis Redding
- Best R&B Performance (duo/groep)
  - "Cloud Nine" - The Temptations
- Best R&B Song
  - Otis Redding & Steve Cropper (componisten) voor "(Sittin' On) The Dock of the Bay" (uitvoerende: Otis Redding)

### Folk
- Best Folk Recording
  - "Both Sides Now"  - Judy Collins

### Gospel
- Best Gospel Performance
  - "The Happy Gospel of the Happy Goodmans" - Happy Goodman Family
- Best Soul Gospel Performance
  - "The Soul of Me" - Dottie Rambo
- Best Sacred Performance (beste religieuze uitvoering)
  - "Beautiful Isle of Somewhere" - Jake Hess

### Jazz
- Best Instrumental Jazz Performance (kleine bezetting, of solist met kleine bezetting)
  - "At The Montreux Jazz Festival"  - Bill Evans Trio
- Best Instrumental Jazz Performance (grote bezetting, of solist met grote bezetting)
  - "And His Mother Called Him Bill" - Duke Ellington

### Klassieke muziek
Vetgedrukte namen ontvingen een Grammy. Overige uitvoerenden, zoals orkesten, solisten e.d., die niet in aanmerking kwamen voor een Grammy, staan in het klein vermeld.
- Best Classical Performance (orkest)
  - "Boulez Conducts Debussy (La Mer; Prelude A L'Apres-Midi D'Un Faune; Jeux)" - Pierre Boulez (dirigent)
  - The New Philharmonia Orchestra
- Best Classical Performance (vocale solist)
  - "Rossini: Rarities" - Montserrat Caballé (soliste)
  - Carlo Felice Cillario (dirigent); RCA Italiana Opera Orchestra & Chorus (orkest/koor)
- Best Opera Recording
  - "Mozart: Cosi Fan Tutte" - Erich Leinsdorf (dirgent); Richard Mohr (producer)
  - Ezio Flagello, Sherrill Milnes, Leontyne Price, Judith Raskin, George Shirley, Tatiana Troyanos (solisten); The New Philharmonia Orchestra
- Best Choral Performance (Beste uitvoering van een koor)
  - "The Glory of Gabrieli" - Vittorio Negri (dirigent); George Bragg & Gregg Smith (koordirigenten)
  - E. Power Biggs (solist); the Edward Tarr Ensemble, the Gregg Smith Singers & the Texas Boys Choir
- Best Classical Performance (instrumentale solist)
  - "Horowitz on Television" - Vladimir Horowitz
- Best Chamber Music Performance (Beste kamermuziek)
  - "Glory of Gabrieli Vol. II - Canzonas for Brass, Winds, Strings and Organ" - Vittorio Negri (dirigent); E. Power Biggs & The Edward Tarr Ensemble

### Comedy
- Best Comedy Recording
  - "To Russell, My Brother, Whom I Slept With" - Bill Cosby

### Composing & Arranging (compositie & arrangementen)
- Best Instrumental Theme
  - Mason Williams (componist) voor "Classical Gas"
- Best Original Score Written for a Motion Picture or TV Special (Beste muziek geschreven voor een film of tv-programma)
  - Dave Grusin & Paul Simon (componisten) voor The Graduate (uitvoerenden: Simon & Garfunkel; Dave Grusin)
- Best Instrumental Arrangement
  - Mike Post (arrangeur) voor "Classical Gas" (uitvoerende: Mason Williams)
- Best Arrangement Accompanying Vocalist(s) (Beste begeleidend arrangement)
  - Jimmy Webb (arrangeur) voor "MacArthur Park" (uitvoerende: Richard Harris)

### Musical
- Best Score from an Original Cast Show Album (Beste muziek uit een musical, uitgevoerd door de originele cast)
  - Galt MacDermott, Gerome Ragni & James Rado (componisten); Andy Wiswell (producer) voor "Hair"

### Hoezen
- Best Album Cover
  - John Berg & Richard Mantell (ontwerpers); Horn Grinner Studios (fotografie) voor "Underground" (uitvoerende: Thelonious Monk)
- Best Album Notes (Beste hoestekst)
  - Johnny Cash voor "At Folsom Prison" (uitvoerende: Johnny Cash)

### Production & Engineering (Productie & Techniek)
- Best Engineered Album (Non-Classical) (Beste techniek op een niet-klassiek album)
  - Hugh Davies & Joe Polito (technici) voor "Wichita lineman" (uitvoerende: Glen Campbell)
- Best Engineered Album (Classical) (Beste techniek op een klassiek album)
  - Gordon Parry (technicus) voor "Mahler: Symphony No. 9 in D" (uitvoerenden: London Symphony Orchestra o.l.v. Georg Solti)

### Gesproken Woord
- Best Spoken Word Recording
  - "Lonesome Cities" - Rod McKuen